# Carter DeHaven (acteur)
Pour les articles homonymes, voir Carter DeHaven.
Francis O'Callaghan, connu sous le nom de scène Carter DeHaven  (né le 5 octobre 1886 à Chicago et mort le 20 juillet 1977 à Los Angeles) est un acteur et réalisateur américain.

## Filmographie partielle

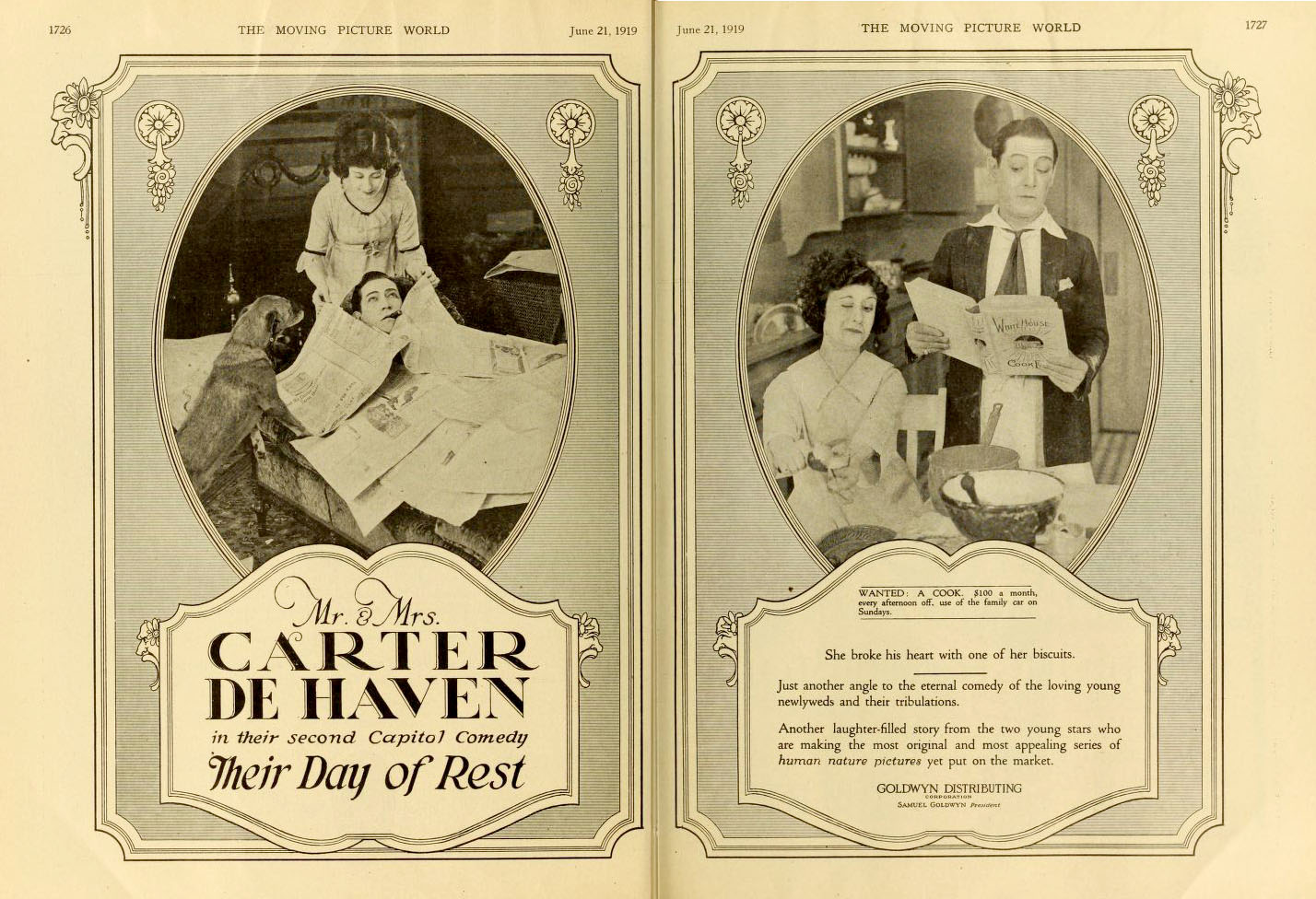
Carter et Flora Parker DeHaven dans une photo de promotion du film Their Day of Rest (1919)

- 1915 : The College Orphan de William C. Dowlan
- 1916 : From Broadway to a Throne de William Bowman
- 1917 : The losing Winner
- 1919 : Their Day of Rest
- 1919 : A Sure Cure
- 1920 : Am I Dreaming?
- 1920 : Spirits
- 1920 : Twin Beds
- 1921 : Une bonne fortune (The Girl in the Taxi) de Lloyd Ingraham
- 1922 : Twin Husbands
- 1923 : A Ring for Dad
- 1925 : The Thoroughbred
- 1927 : Carter DeHaven in Character Studies
- 1930 : Courage d'Archie Mayo
- 1940 : Le Dictateur (The Great Dictator) de Charlie Chaplin

## Hommage
Carter DeHaven a une étoile à son nom sur le Hollywood Walk of Fame.